# 白うめ幼稚園
白うめ幼稚園（しらうめようちえん、英称：Shiraume Kindergarten）とは、徳島県徳島市国府町矢野にある私立幼稚園。

## 特色
1997年（平成9年）に日本で2番目の手作りスクールバス「白うめ号」を購入し、2006年（平成18年）に2台目のスクールバスを購入。現在は2台のSLバスの他5台のバスで運航している。
預かり保育を行っており、白うめ幼稚園では「ちびっこルーム」と呼んでいる。対象は3歳児～6歳児（年少～年長）。

## 沿革
- 1964年 - 白うめ幼稚園を設立。
- 1983年 - 白うめ幼稚園幼年消防クラブが発足。
- 1987年 - プールが完成。
- 1997年 - スクールバスを購入。

## 施設
- 総面積：10,000m2
- 駐車場：500台
- プール
- コスモス幼児教室
- 園庭
- 飼育小屋
- 正門
- 東門
- 駐車場
- 第二運動場
- 第三運動場（駐車場）
- 園舎
- 公舎

## 年間行事
4月
- 入園式
- 親子遠足

5月
- 月保育参観
- 各健康診断
- 交通安全指導

6月
- 保育参観
- プール開き

7月
- 七夕まつり
- 保育参観
- 夏まつり

8月
- 阿波踊り
- お泊り保育

9月
10月
- 運動会
- いもほり遠足

11月
- 保育参観

12月
- おもちつき
- 保育参観
- クリスマス会
- 親子バイキング給食

1月
- 保育参観

2月
- 豆まき

3月
- おひなまつり
- お別れ遠足
- 眉山登り
- 卒園式